# Свято-Данилів монастир
55°42′39″ пн. ш. 37°37′50″ сх. д. / 55.710833333333° пн. ш. 37.630555555556° сх. д.
Свято-Данилів монастир (Данилівський монастир) — ставропігійний чоловічий монастир Російської православної церкви (РПЦ), розташований в Москві на правому березі Москви-ріки. Заснований наприкінці XIII століття московським князем Данилом Олександровичем. Був закритий у 1929 році у зв'язку зі зміною державного ладу. Відроджений у 1983-му, є духовно-адміністративним центром РПЦ. На його території розташовані відділ зовнішніх церковних зв'язків і Синодальна резиденція, в якій проводяться засідання Священного синоду.

## Історія

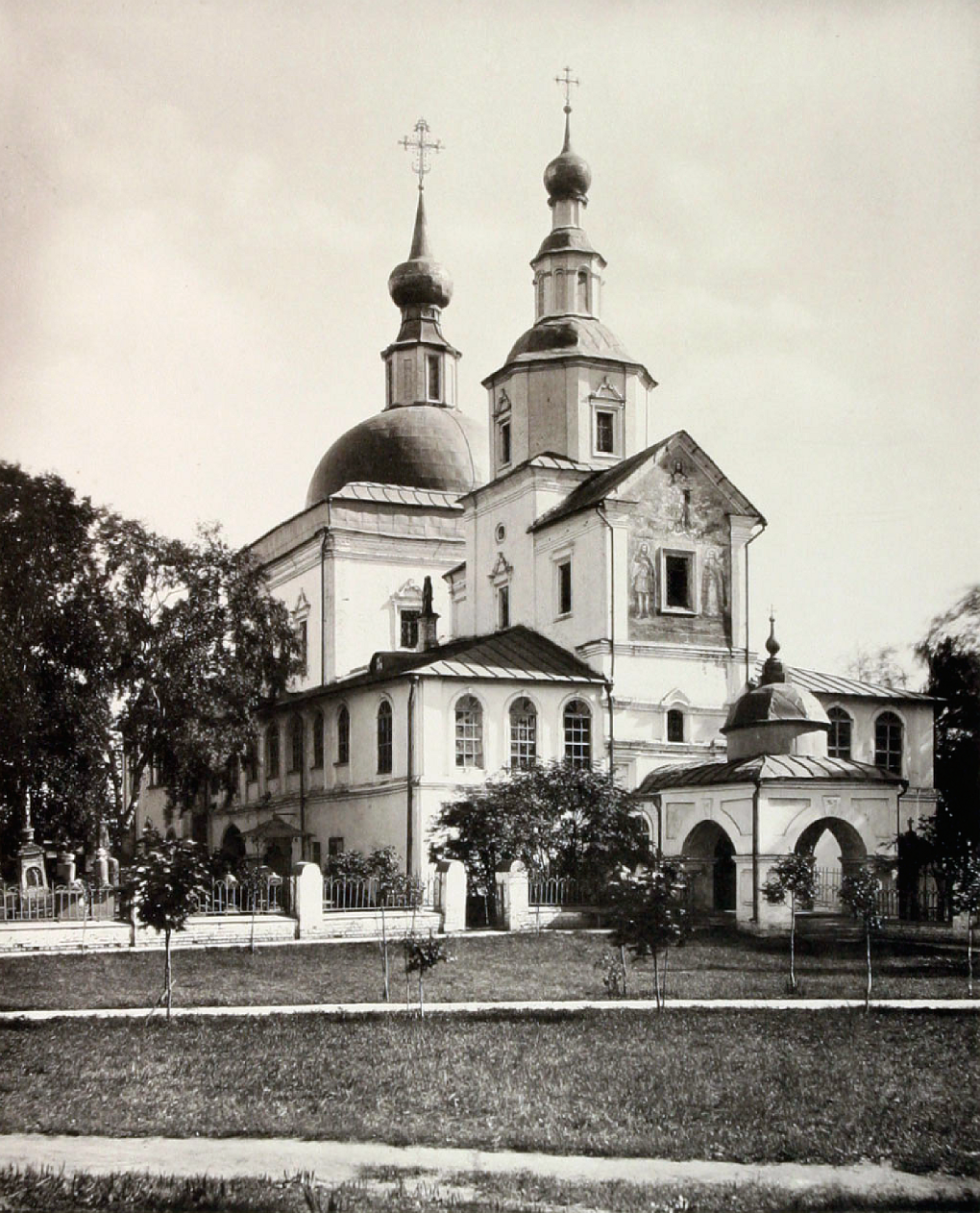
Храм Святих отців семи Вселенських Соборів, 1883 рік

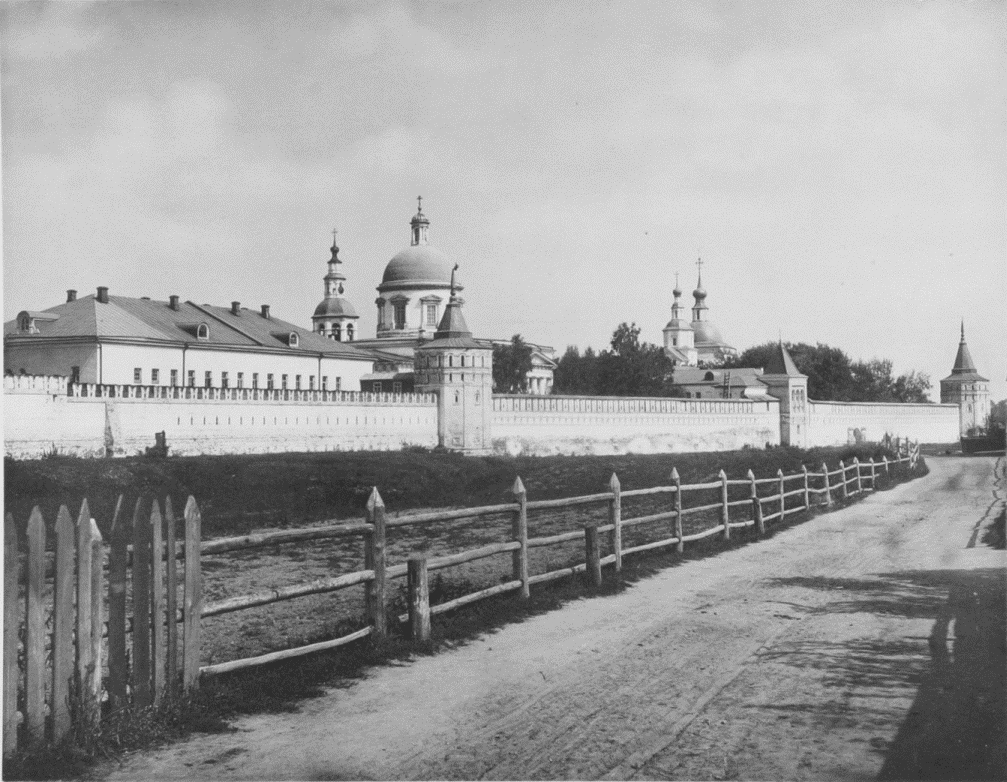
Вид на монастир в XIX столітті

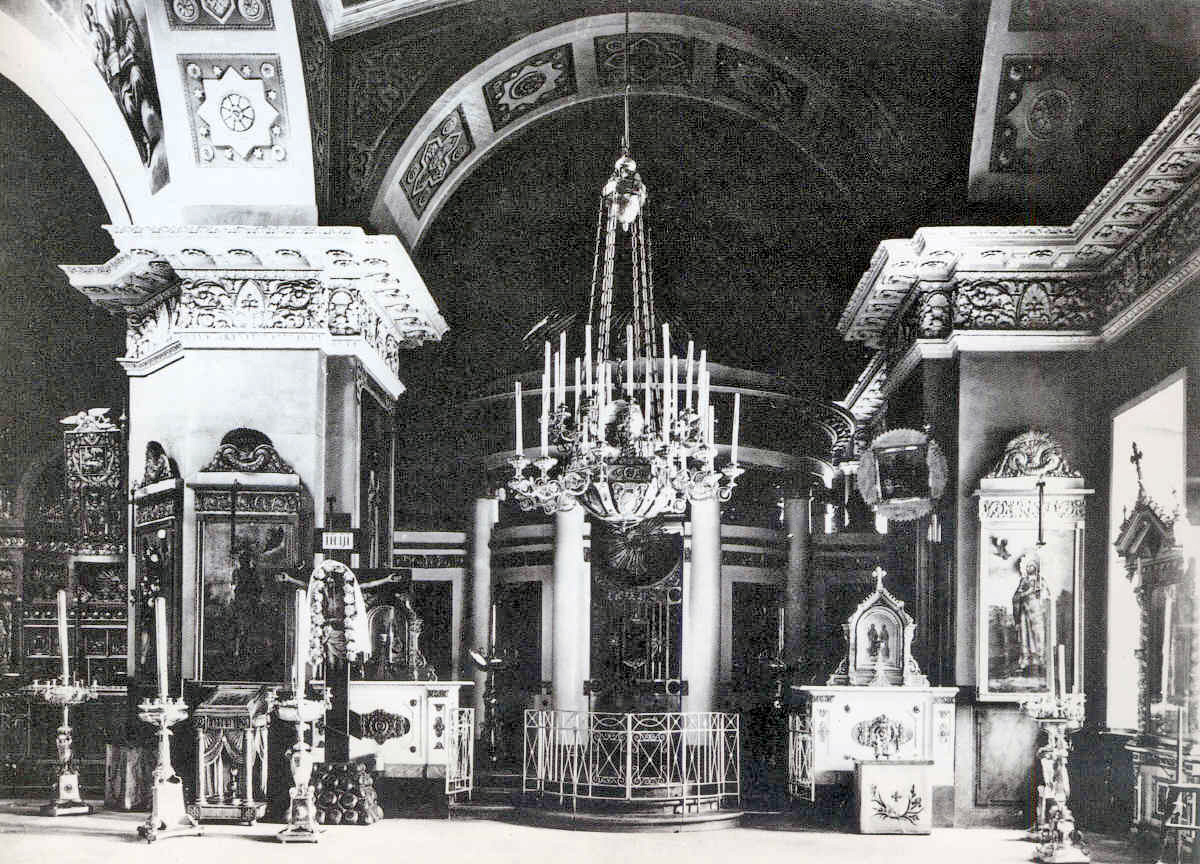
Південний приділ в ім'я святого праведного Алексія, чоловіка Божого в Троїцькому соборі, до 1917 року

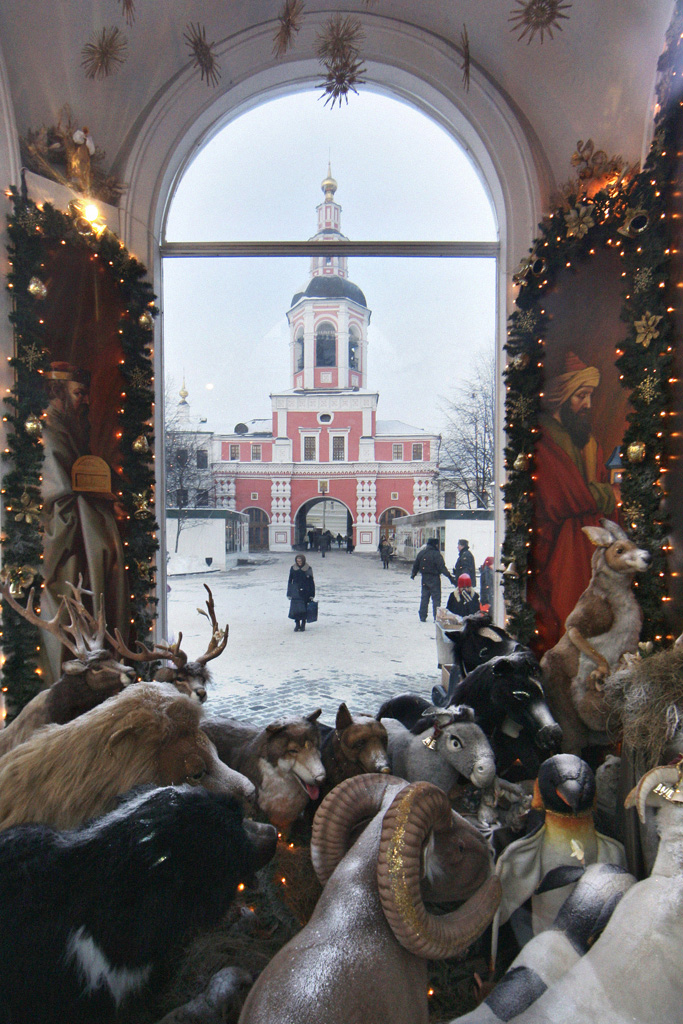
Вид на дзвіницю з різдвяного вертепу, 2010 рік

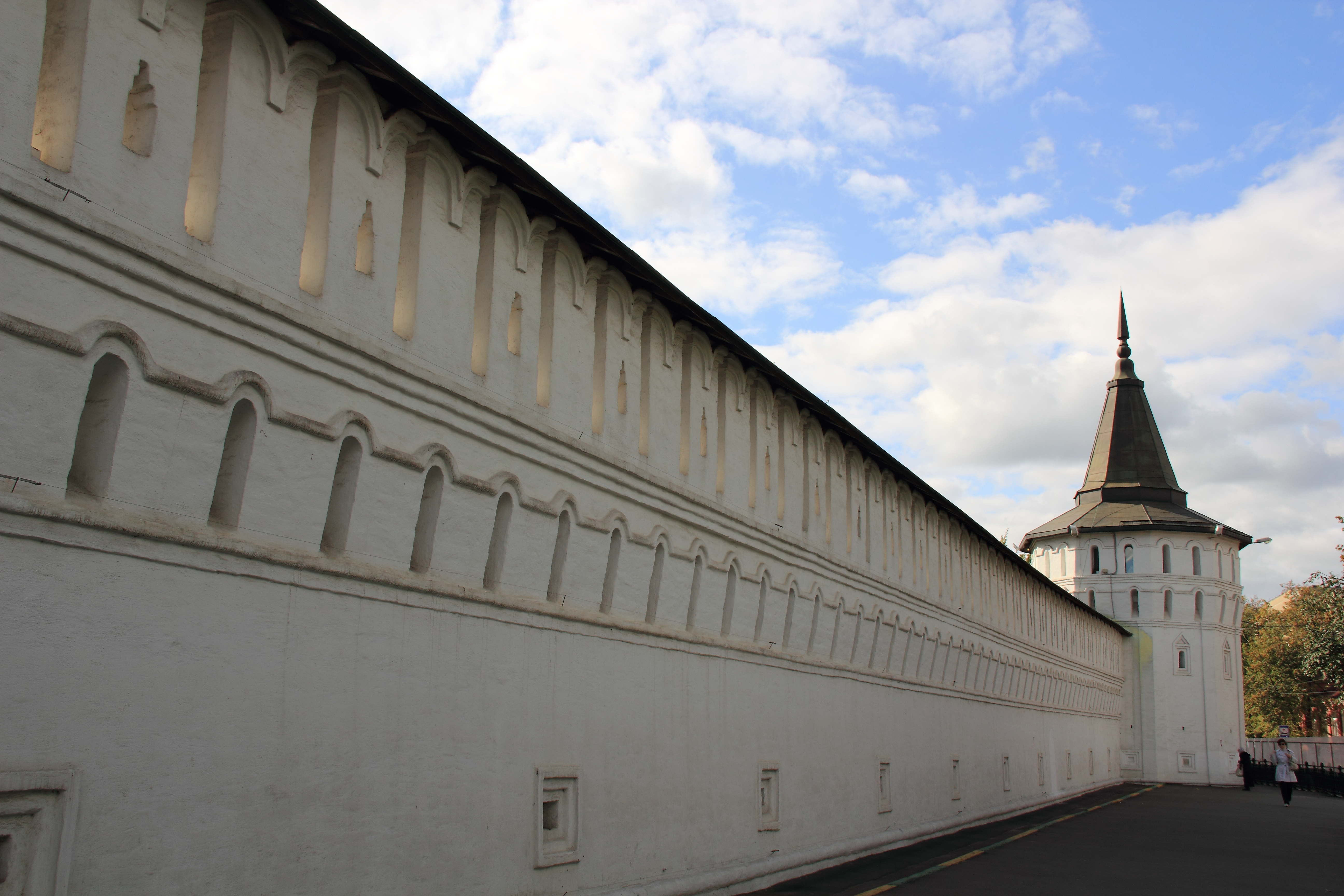
Зовнішня монастирська стіна від станції метро «Тульська», 2012 рік

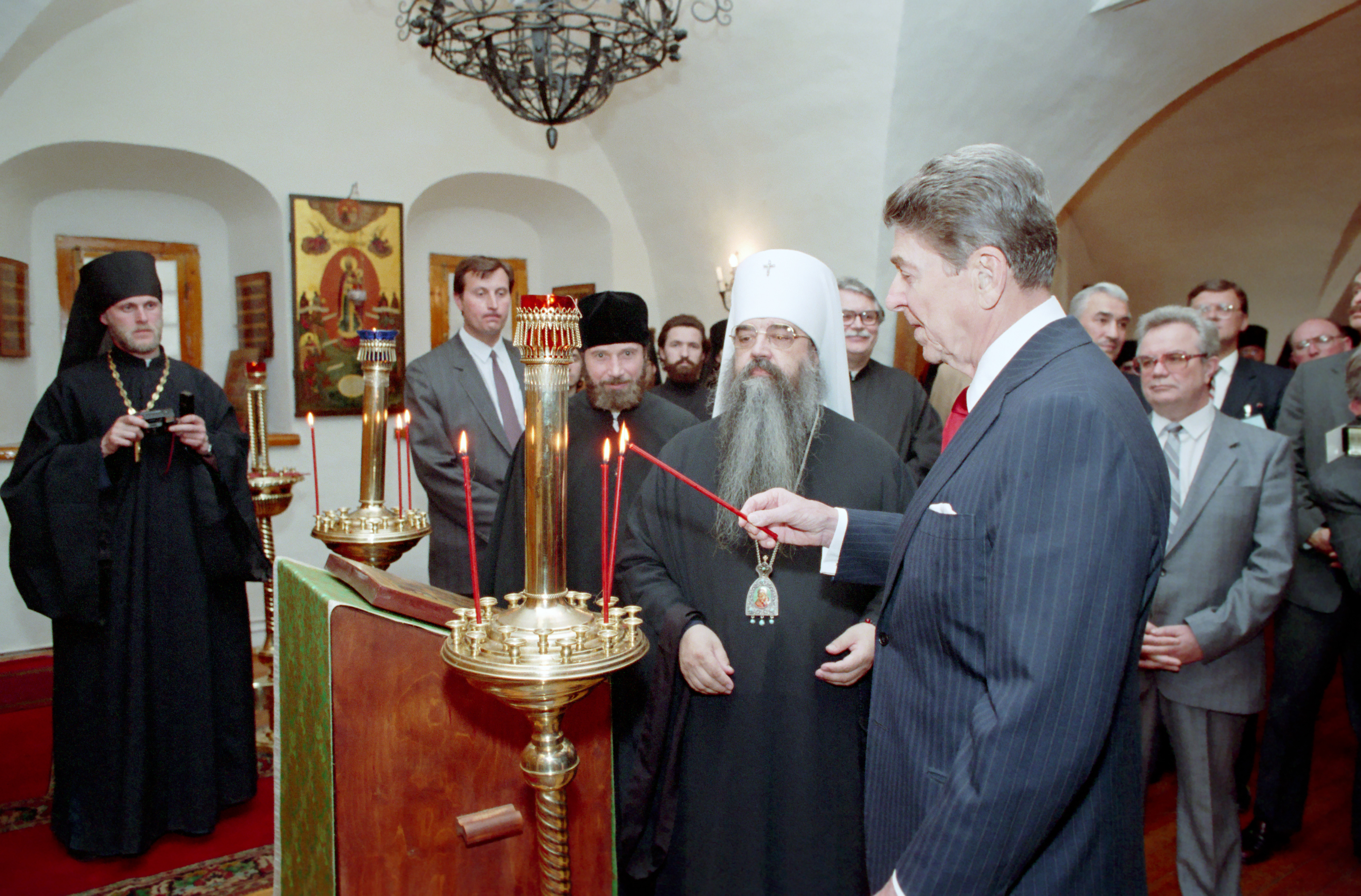
Відвідування монастиря президента США Рональда Рейгана 30 травня 1988 року

### XIII—XVI століття
Монастир заснував московський князь Данило Олександрович наприкінці XIII століття. Дослідник історії Кремля Олександр Воронов вказує 1282 рік, коли князь світом вирішив конфлікт між своїми братами Дмитром Переяславським і Андрієм Городецьким за Володимирське велике князювання і право княжити в Новгороді.
Першою спорудою обителі став дерев'яний храм на честь преподобного Даниїла Стовпника, оточений келіями [Архівовано 21 листопада 2020 у Wayback Machine.] та господарськими будівлями. Територія була обгороджена тином [Архівовано 8 листопада 2021 у Wayback Machine.] — частоколом з потужних колод, вбитих в основу земляного валу. В обителі знаходилася бібліотека стародавніх книг, пізніше перенесена в ризницю Спаського монастиря в Кремлі. У 1293 році монастир був розорений під час походу полководців Золотої орди на Північно-Східну Русь.
Після смерті князя Данила його поховали на загальному монастирському кладовищі. В 1330 році за указом Івана Калити данилівску братію перевели в храм Спаса на Бору. Друге переселення відбулося в кінці XV століття при правлінні Івана III Васильовича — на Крутицький пагорб. На думку Олександра Воронова, причиною перенесення було бажання князя створити поруч зі своїм палацом духовний центр та виділити місце спочинку членів князівської династії.
Погост обителі і села що  належали їй перейшли під управління архімандрита кремлівського Спасо-Преображенського монастиря на бору, пріоритетом якого було облаштування нового великокнязівського монастиря. Без належного нагляду Данилівська обитель поступово зменшилась, до XV століття з будівель збереглася дерев'яна церква Данїла Стовпника. Її відродження почалося при правлінні Івана Грозного. Місце для будівництва нового собору було обрано на монастирському цвинтарі, недалеко від могили князя Данила. У 1561 році закінчили зведення нового храму, який отримав назву Святих отців семи Вселенських соборів. Його освятив митрополит Московський і всієї Русі Макарій. Храм являв собою невеликий білокам'яний четверик з головою, критої керамічною черепицею зеленого кольору. Навколо нього були побудовані дерев'яні келії. Поруч з монастирем перебували стаєнний і селянські двори.

### XVII—XVIII століття
В 1591 році, коли війська кримського хана Кази-Гірея підступили до Москви, поблизу Данилового монастиря був влаштований московський обоз — укріплений пересувний табір. У грудні 1606-го у обителі стояли полки воєначальника Михайла Скопіна-Шуйського для нанесення удару по загонам Івана Болотнікова. У вересні 1610 року загони Лжедмитрія II обстріляли монастир, пошкодивши стіни і вежі.
Після секуляризації монастирських земель у 1764 році Данилов монастир став третьокласним. У 1771-му під час московської епідемії чуми при ньому влаштували цвинтар для померлих, яке пізніше засипали. Перші документальні відомості про землеволодіння Данилова монастиря належать до 1785 році, коли на його рахунку-18 десятин землі.

### XIX століття
Напередодні наступу французьких військ на Москву в 1812 році ризниці монастиря вивезли до Вологди, а казну — у Троїце-Сергієву лавру. При відступі наполеонівські війська викрали оклад з гробниці князя Данила. Нову срібну позолочену раку для мощей виготовили у 1817-му.

### Перша половина XX століття
На початку XX століття за проектом архітектора Федора Шехтеля була влаштована усипальниця купців братів Ляпіних в коморі й на першому поверсі храму Святих отців. Вона була зроблена в два яруси: на нижньому перебувала крипта, на верхньому — каплиця з вітражами.

### Друга половина XX століття
На рубежі 1970-х — 1980-х років будівлі монастирського комплексу, простояли без капітального ремонту, постаріли. Була зруйнована надбрамна церква і розібрана дзвіниця, храм Святих отців стояв без завершень і Данилівської церкви. Троїцький собор втратив глави, південних і північних портиків.

## Архітектурний ансамбль

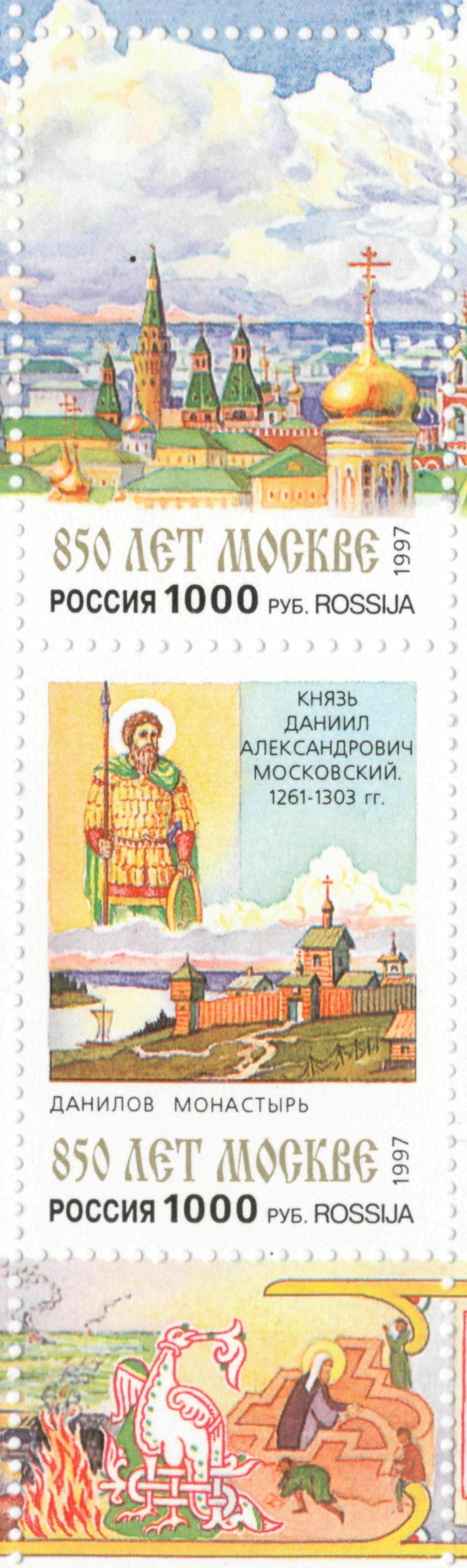
Данилов монастир і його засновник на російській марці, 1997 рік

Храм Святих отців семи Вселенських соборів
Храм являє собою складну в архітектурно-композиційному сенсі споруду яка складається з декількох частин. В основі центрального собору лежить церква Покрови з північним приділомпророка Даниїла. Верхній «літній» храм зведений на ній в 1729 році у формах московського бароко. У 1752-му над західним притвором і папертю нижнього храму була поставлена ярусна церква Даниїла Стовпника. Таким чином, склалася унікальна для московської архітектури композиція — два верхніх храми на одному нижньому. Храм реставрувався в 1970-1980-ті роки, був знову освячений в 1988-м.
Резиденція Священного Синоду та Патріарха
Двоповерхова будівля, розташована в західній частині обителі, була побудована колективом архітекторів на чолі з Юрієм Рабаевым. На другому поверсі в 1988 році влаштували і освятили домову церкву на честь Всіх святих, в землі Російській просівших.
Церква Симеона Стовпника

Зведена в 1732 році над Святими воротами під керівництвом архітектора Івана Мічуріна. Виконана в стилі бароко, прикрашена балясинами і ширинками. Після закриття монастиря у воротах церкви знаходився контрольно-пропускний пункт в дитячу колонію. До 1982-го три верхніх яруси храму-дзвіниці і його голова були знесені, а через два роки відновлені в колишніх формах. Внутрішній простір храму прикрашає триярусний іконостас з писаними тяблами.
|                                                              |
| Вхід в монастир з боку храму Воскресіння Словущого, 2013 рік |

|                                                      |
| Храм Святих отців семи Вселенських соборів, 2012 рік |

|                           |
| Троїцький собор, 2012 рік |

|                                |
| Монастирська каплиця, 2007 рік |

|                                                  |
| Надкладезная каплиця на Соборній площі, 2012 рік |

|                                                                               |
| Резиденція Священного Синоду та Патріарха Московського і всієї Русі, 2012 рік |

| |
| Приписана до Данилову монастирю каплиця святого Данила Московського біля станції метро «Тульська», 2014 рік |

|                                                                      |
| Відділ зовнішніх церковних зв'язків Московської Патріархії, 2007 рік |

|                               |
| Данилівський готель, 2008 рік |

## Іконостаси

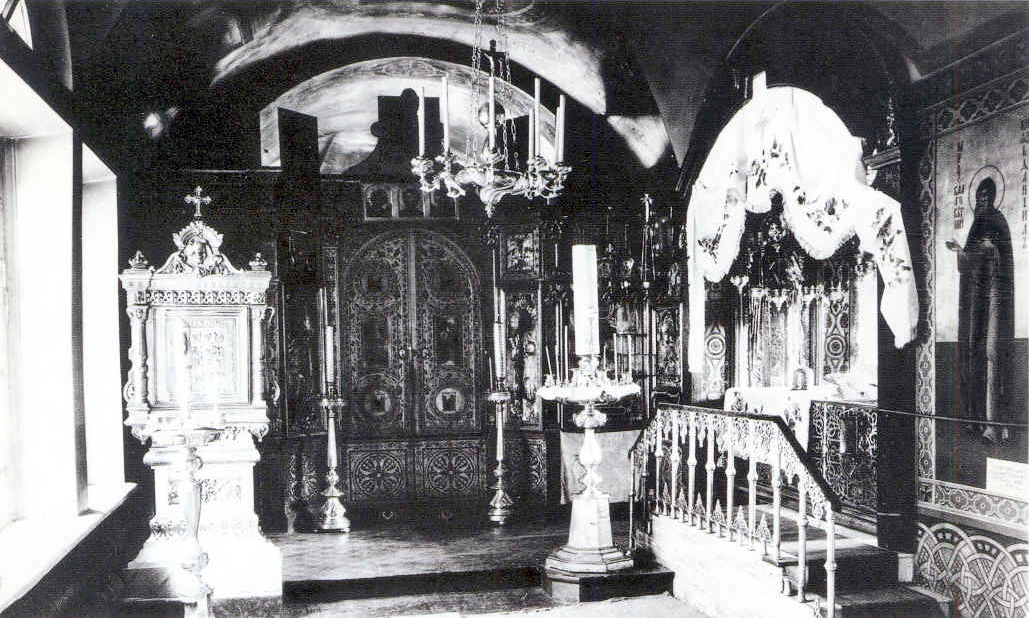
Північний боковий вівтар у храмі Святих отців семи Вселенських соборів в ім'я святого князя Данила, початок ХХ століття

Найбільший та найстародавніший іконостас монастиря розташований у храмі Святих отців семи Вселенських соборів. Серед образів місцевого ряду: Вишгородська (Володимирська) ікона Божої Матері з акафістом на полях, Казанська ікона Божої Матері з клеймами «Сказання». Верхні рівні являють собою єдиний ансамбль з 67 ликів костромського листи кінця XVII століття, переданих в Данилів монастир з Троїце-Сергієвої лаври і Московської духовної академії. В іконостасі церкви в ім'я пророка Даниїла поміщені ікона «Спас Нерукотворний», образ Божої Матері «Гора Нерукосечная».
Іконостас церкви преподобного Данила Стовпника — чотириярусний. Царські врата XVII століття були передані з музеїв Московського Кремля і є високохудожнім пам'ятником давньоруського мистецтва. Святковий ряд складений з ікон XVIII—XIX століть. У деісусний чин входять п'ять образів північних листів початку XVII століття.
Триярусний іконостас у надбрамній церкві Симеона Стовпника був оформлений в 1986 році за проектом іконописця Сергія Миколайовича Добриніна. Він складений з ликів XVII—XX століть, що надійшли з Псковсько-Печерського монастиря.

## Некрополь

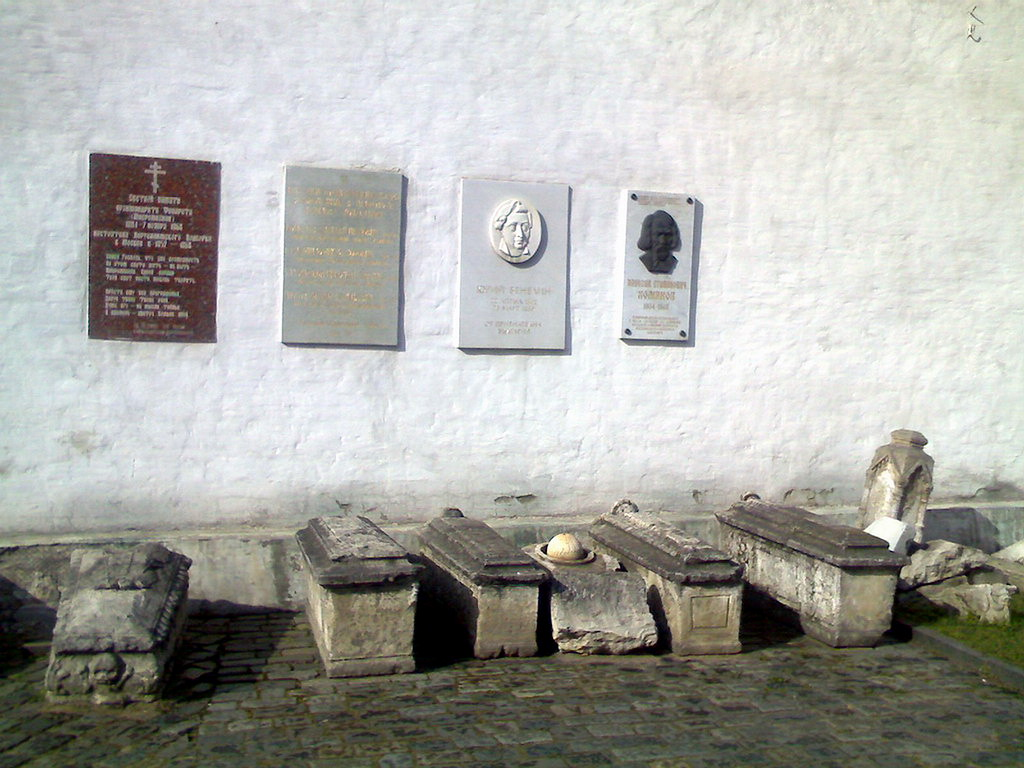
Надгробки, вцілілі після розорення некрополя, 2007 рік